# Francisco Gallardo
Francisco Gallardo León, genannt Paco Gallardo (* 13. Januar 1980 in Sevilla) ist ein ehemaliger spanischer Fußballspieler.

## Spielerkarriere

### Sevilla
Paco Gallardo startete seine Karriere als Fußballer beim FC Sevilla, für den er auch in der Jugend gespielt hat. Von 1998 bis 2000 spielte er zunächst zwei Jahre für die Reservemannschaft der Andalusier. Anschließend rückte er in das Profiteam auf. In den Jahren 2000 bis 2004 spielte er 118 Mal für den FC und erzielte dabei acht Tore. In seiner ersten Profisaison stieg er mit dem FC Sevilla als Tabellenerster auf. Aufgrund der wachsenden Konkurrenz spielte Gallardo zusehends weniger.

### Leihspieler
So kam es, dass er für die Saison 2004/2005 an Erstliga-Aufsteiger FC Getafe ausgeliehen war. Dort konnte er etwas mehr als die Hälfte der Ligaspiele bestreiten und er erzielte auch einen Treffer. Dennoch brauchte ihn Sevilla erst einmal nicht und verlieh ihn weiter an den portugiesischen Erstligisten Vitória Guimarães. Dort wurde er nicht glücklich und ein halbes Jahr, so wie zwei Einsätze später, verließ Paco Gallardo den Club auch schon wieder, um beim spanischen Erstligisten Deportivo La Coruña ein weiteres Mal als Leihspieler zu spielen.

### Real Murcia
Für die Saison 2006/2007 war Paco Gallardo erneut verliehen, mittlerweile das dritte Jahr in Folge. Beim spanischen Zweitligisten Real Murcia konnte er sich nicht so recht durchsetzen, so dass eine Rückkehr zu Sevilla ausgeschlossen war. Im Sommer 2007 unterschrieb er endgültig bei Murcia, mit dem er im Vorjahr aufgestiegen war. In der Saison 2007/08 kam er nur unregelmäßig zum Einsatz und stieg mit seiner Mannschaft am Saisonende wieder ab. Anschließend war er einige Monate ohne Verein, ehe Real Murcia ihn im März 2009 wieder einstellte. Dort kam er in der Spielzeit 2008/09 auf einige Kurzeinsätze.

### SD Huesca
Von Sommer bis November 2009 war Gallardo erneut einige Monate ohne Klub, ehe er bei SD Huesca in der Segunda División anheuerte. Dort saß er in den nächsten beiden Spielzeiten meist auf der Ersatzbank und kam als Einwechselspieler zum Zuge. Mit seinem Team spielte er im unteren Mittelfeld.

### Wechsel nach Ungarn
Im Sommer 2011 verließ Gallardo Huesca und wechselte zu Diósgyőri VTK nach Ungarn. Mit dem Aufsteiger sicherte er sich in der Saison 2011/12 den Klassenerhalt. Auch die folgende Spielzeit endete auf einem Platz im Mittelfeld. Gallardo konnte sich in diesen beiden Jahren keinen dauerhaften Platz im Team sichern und musste häufig auf der Ersatzbank Platz nehmen. Im Jahr 2013 schloss er sich Aufsteiger Puskás Akadémia FC an. Im Sommer 2014 beendete er seine Laufbahn.

## Erfolge
- 2000/01 – Aufstieg in Primera División mit FC Sevilla
- 2006/07 – Aufstieg in Primera División mit Real Murcia